# Suzanne Brockmann
Suzanne Brockmann (nacida en 1960) es una escritora de ficción romántica estadounidense. Vive en las afueras de Boston, Massachusetts con su esposo, Ed Gaffney. Tiene dos hijos, Melanie y Jason. También ha escrito con el seudónimo de Anne Brock.

## Biografía
Brockmann acudió a la Universidad de Boston, en concreto a la Escuela de Cine y Televisión, graduándose en cine y también estudiando escritura creativa antes de dejarlo para unirse a un grupo musical. Después conoció a su marido y tuvo hijos. Fue después de tener su segundo hijo, empezó a escribir. Al principio se centró en guiones de televisión, obras para la pantalla y novelas Star Trek pero después de investigar Brockmann decidió centrar sus esfuerzos en el género romántico. Su primera novela publicada, Future Perfect en 1993, fue escrita junto a otros nueve manuscritos en 1992 después de su decisión de publicar una novela romántica.
En 1996, Brockmann publicó su primera novela de la serie Tall, Dark & Dangerous. La serie se desarrolla en un grupo ficticio de Navy SEALs. Los siguientes libros de esta serie, así como de la publicada con el título de Troubleshooters, Inc. están todas clasificadas en un subgénero conocido como "suspense romántico-militar".
Brockmann ha atraído la atención de revistas como Out y Bay Windows, ambas al servicio de la comunidad gay, debido a una subtrama que se refiere al romance de un personaje abiertamente gay en su serie Troubleshooters, Inc. Brockmann ha afirmado que es una madre PFLAG, y apoya a su hijo gay, Jason, y le dedicó su libro de 2004 Hot Target. En 2007 Brockmann donó los beneficios de su relato corto de vacaciones, All Through the Night, a MassEquality.

## Premios
Brockmann ha ganado dos veces el Premio RITA concedido por la Romance Writers of America. También ha aparecido en el Rollo de Honor de la Romance Writers of America por haber aparecido tanto en la lista de superventas de USA Today y del New York Times. Ha recibido el premio de los críticos del Romantic Times en 1996, 1998, y 1999, así como el Premio a los logros de toda una carrera del Romantic Times en el romance genérico en 1997, 2000, y 2002.

### Tall, Dark and Dangerous
- Prince Joe (en español, Un auténtico príncipe) Silhouette Intimate Moments, junio de 1996, reeditado por Mira, mayo de 2002
- Forever Blue (El mismo amor), Silhouette Intimate Moments, octubre de 1996, reeditado por Mira, febrero de 2003
- Frisco's Kid (Otra forma de amar), Silhouette Intimate Moments, enero de 1997, reeditado por Mira, junio de 2003
- Everyday, Average Jones (Dime que sí), Silhouette Intimate Moments, agosto de 1998
- Harvard's Education (Corazón en peligro), Silhouette Intimate Moments, octubre de 1998
- It Came Upon a Midnight Clear (Un día más), Silhouette Intimate Moments, diciembre de 1998
- The Admiral's Bride (Desafiando las normas), Silhouette Intimate Moments, noviembre de 1999
- Identity: Unknown (Sin nombre), Silhouette Intimate Moments, enero de 2000
- Get Lucky (Tentando a la suerte), Silhouette Intimate Moments, marzo de 2000
- Taylor's Temptation (Cerca de la tentación), Silhouette Intimate Moments, julio de 2001
- Night Watch (Pasión a ciegas), Silhouette Intimate Moments, septiembre de 2003

### Troubleshooters
- The Unsung Hero, Ivy, junio de 2000
- The Defiant Hero (Desafío heroico), Ivy, marzo de 2001
- Over the Edge, Ivy, septiembre de 2001
- Out of Control, Ballantine, marzo de 2002
- Into the Night, Ballantine, noviembre de 2002
- Gone Too Far (Demasiado lejos), Ballantine, julio de 2003
- Flashpoint (Contra todas las reglas), Ballantine, marzo de 2004
- Hot Target (Pasiones cruzadas), Ballantine, diciembre de 2004
- Breaking Point (La hora de la verdad), Ballantine, julio de 2005
- Into the Storm (Tormenta inminente), Ballantine, noviembre de 2006
- Force of Nature (Fuerza de la naturaleza), Ballantine, agosto de 2007
- All Through the Night, Ballantine, octubre de 2007
- “When Tony Met Adam” (relato corto, junio de 2011)
- Into the Fire, Ballantine, julio de 2008
- Dark of Night, Ballantine, 2009
- Hot Pursuit, Ballantine, julio de 2009
- Breaking the Rules, Ballantine, marzo de 2011
- “Beginnings and Ends” (junio de 2012) #16.1
- “Home Fire Inferno” (mayo de 2015) #16.5
- Headed for Trouble, Ballantine, mayo de 2013
- Varios relatos en mayo de 2013, conjuntamente #17: “A SEAL and Three Babies”, “Conversation with Navy SEALs Mark "Jenk" Jenkins, Dan Gillman, Jay Lopez, and Irving "Izzy" Zanella”, “Home Is Where the Heart Is, Parts I and II”, “Interview with Kenny and Savannah”, “Interview with Tom and Kelly”, “Sam Takes an Assignment in Italy”, “Trapped”, “Waiting”, “When Alyssa and Sam Met the Dentist”, “When Frank Met Rosie”, “When Jenk, Izzy, Gillman, and Lopez Met Tony Vlachic”
- Free Fall, diciembre de 2014

### Troubleshooters: Reluctant Heroes
1. Do or Die, febrero de 2014
2. All or Nothing, enero de 2017

### Sunrise Key
1. Kiss and Tell (mayo de 1996) Bantam Loveswept, LS-787
2. The Kissing Game (diciembre de 1996) Bantam Loveswept, LS-817
3. Otherwise Engaged (febrero de 1997) Bantam Loveswept, LS-824

### St. Simone, Florida
1. Not Without Risk (junio de 1995) Silhouette Intimate Moments, 647
2. A Man to Die For (diciembre de 1995) Silhouette Intimate Moments, 681

### Fighting Destiny
0.5 - Shane's Last Stand (febrero de 2012)

1 - Born to Darkness (marzo de 2012)

### Bartlett Brothers
1. Forbidden (abril de 1997) LS-832
2. Freedom's Price (febrero de 1998) LS-873

### Novelas individuales
- Future Perfect, KIS-168, Meteor Kismet, agosto de 1993
- Hero Under Cover, SIM-575, Silhouette Intimate Moments, junio de 1994
- Embraced By Love, Pinnacle, enero de 1995
- No Ordinary Man, Harlequin Intrigue 365, abril de 1996
- Stand-In Groom, LS-840, Bantam Loveswept, junio de 1997
- Ladies' Man (Un hombre infiel), Bantam Loveswept, agosto de 1997
- Time Enough For Love, LS-858, Bantam Loveswept, noviembre de 1997
- Give Me Liberty, Precious Gems, Otoño de 97 (como Anne Brock)
- Love With the Proper Stranger (Amar a destiempo), Silhouette Intimate Moments-831, enero de 1998
- Body Language, LS-889, Bantam Loveswept, mayo de 1998
- Heart Throb, Fawcett, marzo de 1999
- Undercover Princess (Una princesa en casa), Silhouette Intimate Moments 968, diciembre de 1999
- Bodyguard (El guardaespaldas), Fawcett, diciembre de 1999
- Letters to Kelly (Cartas a Kelly), Silhouette Intimate Moments 1213, abril de 2003
- Scenes of Passion (Escenas de pasión), Silhouette Desire 1519, julio de 2003
- Infamous, Ballantine, julio de 2010
- Born to Darkness, Ballantine, marzo de 2012